# 曹仲君
曹仲君（？—？），即姬平，為春秋諸侯國曹國君主之一，曹國第三任君主，於西元前991年至西元前925年在位，共在位67年。他為曹太伯兒子，承襲曹太伯擔任該國君主。